# BLS (entreprise)
Pour les articles homonymes, voir BLS.
Le BLS SA est une entreprise ferroviaire suisse, de statut privé (mais dont le capital appartient majoritairement au canton de Berne) qui exploite le deuxième réseau ferroviaire suisse après celui des CFF. La société est issue en 2006 de la fusion du Chemin de fer du Lötschberg (en allemand BLS Lötschbergbahn, Berne-Lötschberg-Simplon) et des Transports régionaux du Mittelland (RM), dans le but de renforcer la compétitivité des deux entreprises ferroviaires dans le trafic marchandises transalpin, ainsi que dans le trafic régional voyageurs. La nouvelle société emploie quelque 3 000 collaborateurs.
Le réseau géré par le BLS compte 449 km de lignes à voie normale, électrifiées en courant alternatif monophasé 15 kV 16,7 Hz, y compris les sections de lignes utilisées dans les nœuds ferroviaires. Cette  infrastructure constitue, sur l'axe Suisse centrale-Italie, via les tunnels du Lötschberg et du Simplon, le plus grand réseau privé à voie normale.

## Historique

### Anciens noms des compagnies du BLS

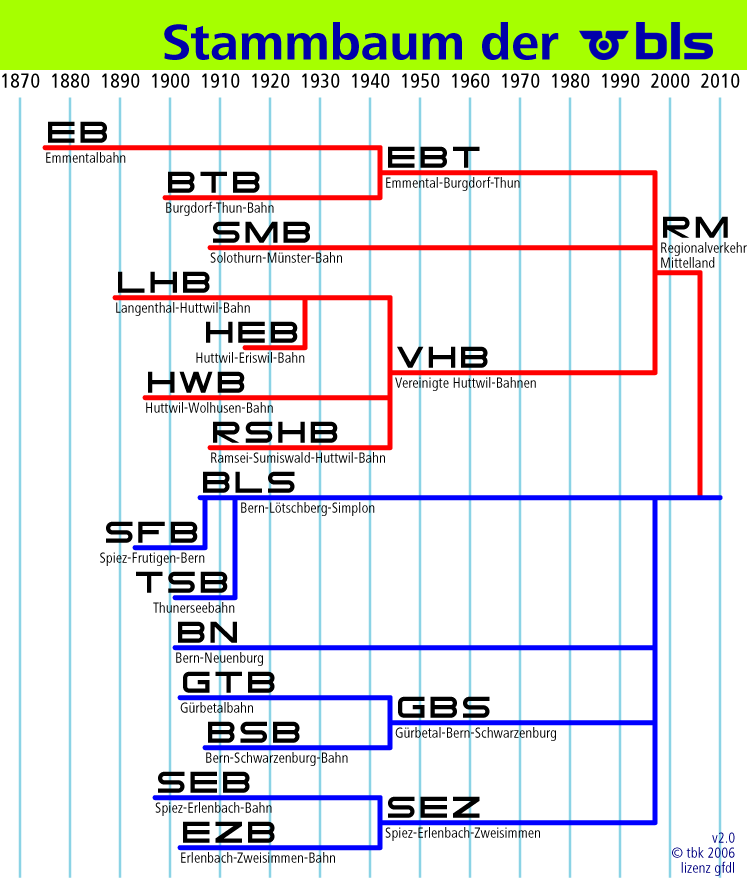
Arbre généalogique de la famille BLS

- BB : Bödelibahn (1872-1900) Voir  Bönigen Transports
- EB : Emmentalbahn (1875-1942)
- LHB : Langenthal–Huttwil-Bahn (1889-1944)
- TSB : Thunersee-Bahn (1893-1913)
- HWB : Huttwil–Wolhusen-Bahn (1895-1944)
- SEB : Spiez–Erlenbach-Bahn (1897-1942)
- BTB : Burgdorf–Thun-Bahn (1899-1942)
- SFB : Spiez–Frutigen-Bahn (1901-1907)
- BN : Berne–Neuchâtel (1901-1997)
- GTB : Gürbetalbahn (1901-1944)
- EZB : Erlenbach–Zweisimmen-Bahn (1902-1942)
- STB : Sensetalbahn (1904-2000)
- BLS : Bern–Lötschberg–Simplon (1907-1997)
- BSB : Bern–Schwarzenburg-Bahn (1907-1944)
- RSHB : Ramsei–Sumiswald–Huttwil-Bahn (1908-1944)
- SMB : Solothurn–Münster-Bahn (1908-1997)
- HEB : Huttwil–Eriswil-Bahn (1915-1944)
- SEZ : Spiez–Erlenbach–Zweisimmen (1942-1997)
- EBT : Emmental–Burgdorf–Thun (1942-1997)
- GBS : Gürbetal–Bern–Schwarzenburg (1944-1997)
- VHB : Vereinigte Huttwil Bahnen (1944-1997)
- RM : Regionalverkehr Mittelland (1997-2006)
- BLS : Lötschbergbahn AG (2006-2025)

### Transports régionaux du Mittelland (RM)
Le réseau des Transports régionaux du Mittelland (RM) résulte de la fusion en 1997 des compagnies de chemin de fer suivantes :
- Emmental-Burgdorf-Thun-Bahn (EBT),
- Vereinigten Huttwil-Bahnen (VHB)
- Solothurn–Münster-Bahn (SMB)[6].
- L’EBT (76,2 km) est issue elle-même, de la fusion en 1942 de l’ancien Chemin de fer de la vallée de l’Emmental Emmental Bahn (EB) et du Chemin de fer Berthoud - Thoune (BTB). La ligne de l’EB a été ouverte à l'exploitation le 25 mai 1875 et elle reliait Langnau à Soleure. Pour le BTB, la mise en exploitation s'est effectuée le 12 mai 1881 pour le premier tronçon Berthoud - Langnau et le 21 septembre 1899 pour le tronçon Berthoud - Konolfingen - Thoune. L'électrification a été réalisée en 1932 pour l’EB et en 1933 pour le BTB.
- Le VHB était un réseau entier de lignes de Chemins de fer, constitué par des sociétés par actions indépendantes : le Langenthal-Huttwil (LHB) (14,1 km), mis en exploitation le 1er novembre 1889 ; le Hutwill-Wolhusen (HWB) (25,3 km), ouverture le 9 mai 1895, fusionné avec le LHB en 1927 ; le Ramsei-Sumiswald-Huttwil (RSHB) (19,5 km), en circulation dès le 1er juin 1908, électrifié le 7 octobre 1945 ; le Hutwill-Eriswil (HEB) (4 km), ouvert à l'exploitation le 1er septembre 1915 par le LHB avec qui, il fusionne en 1927. En 1943, toutes ces lignes sont exploitées par l’EBT puis fusionnées pour former le VHB. L'électrification des lignes a été réalisée en 1945. La ligne fut électrifiée dès 1932.
- Le SMB (en français Chemin de fer de Soleure - Moutier), est plus ancien associé de l’EB qui en a assuré l'administration et l'exploitation depuis son ouverture le 1er août 1908. La ligne de 23 km quitte la ville de Soleure et traverse le Massif du Jura par un tunnel de 3,7 km et rejoint la ville de Moutier. Cette ligne a souffert de la construction de la ligne et du tunnel Moutier-Granges-Nord-Lengnau par la Moutier-Lengnau-Bahn (MLB), une filiale du BLS.

### Berne–Neuchâtel(BN)
La ligne (42 km) a été mise en exploitation le 1er juillet 1901, avec un mode de traction d'abord à vapeur puis électrique dès 1928. La gestion de la ligne est assurée par le BLS. La ligne est un tronçon de la ligne internationale Berne-Neuchâtel-Paris et a appartenu à la BN (en allemand Bern-Neuenburg-Bahn) jusqu'en 1997, année de la fusion avec la Gürbetal-Bern-Schwarzenburg-Bahn (GBS), la Spiez–Erlenbach–Zweisimmen-Bahn (SEZ) et la compagnie du chemin de fer des Alpes bernoises (BLS). Elle constitue aujourd'hui une partie du RER bernois avec les lignes S5, S51 et S52.

### Gürbetal–Bern–Schwarzenburg(GBS)
Le GBS (51,7 km) résulte de la fusion en 1944, du Chemin de fer du Gürbetal (GTB) et du Chemin de fer Berne–Schwarzenburg (BSB). La mise en exploitation de la ligne fut réalisée d'abord de Berne à Wattenwil le 14 août 1901 puis prolongée jusqu'à Thoune le 1er mai 1902. L'ouverture du BSB a été effectuée le 1er mai 1907.

### Spiez–Erlenbach–Zweisimmen(SEZ)
Le SEZ (34,9 km) résulte de la fusion en 1942, du Chemin de fer Spiez-Erlenbach (SEB) et du Chemin de fer Erlenbach-Zweisimmen (EZB). Les lignes furent mises en service le 16 août 1897 pour le SEB, resp. le 30 octobre 1902 pour l'EZB.
En juin 1997, le GBS fusionne avec le BN, le SEZ et la Compagnie du chemin de fer des Alpes bernoises créant le nouveau BLS. Elle constitue aujourd'hui une partie du RER bernois avec les lignes S6, S3, S4 et S44.

## Convention avec les CFF
Avec l'ouverture du tunnel de base du Lötschberg en 2007, l'infrastructure a été séparée et est depuis propriété de BLS Netz AG, dans laquelle la Confédération est l'actionnaire majoritaire. Toutefois la société BLS Netz AG est gérée par le BLS AG.

## Réseau
Le réseau appartenant au BLS est le suivant :
- La ligne de montagne du Lötschberg entre Thoune et Brigue
- Le tunnel de base du Lötschberg (long de 34,5 km et faisant partie des NLFA)
- La ligne Spiez–Interlaken
- La ligne Spiez–Zweisimmen
- La ligne Berne–Neuchâtel (– La Chaux-de-Fonds)
- La ligne Berne–Schwarzenburg
- La ligne Longeau–Moutier (tunnel de la Montagne de Granges)
- La ligne Soleure–Moutier
- La ligne Soleure–Berthoud–Thoune et Hasle–Rüeggsau–Langnau im Emmental
- La ligne Ramsei–Sumiswald
- La ligne Langenthal–Huttwil–Wolhusen
- La ligne Huttwil–Sumiswald–Wasen (qui n'est plus utilisée depuis 2012 sauf pour 2 km en trafic marchandises)

Une partie du réseau du S-Bahn de Berne est exploitée par le BLS et comporte les lignes suivantes :
- S 1 Fribourg – Flamatt – Berne – Münsingen – Thun
- S 2 Laupen – Flamatt – Berne – Konolfingen – Langnau im Emmental
- S 3 Bienne – Berne – Belp
- S 4 Langnau im Emmental – Berthoud – Zollikofen – Berne – Belp – Thun
- S 44 (Sumiswald-Grünen – Ramsei –) / (Solothurn-Wiler –) Burgdorf – Bern Wankdorf – Bern – Belp – Thun
- S 5 Berne – Kerzers – (Neuchâtel) / (Morat – Payerne)
- S 51 Berne – Bümpliz Nord – Brünnen
- S 52 Berne – Rosshäussern – Kerzers – Ins
- S 6 Berne – Schwarzenburg[7]

## Matériel roulant
Le BLS AG possède les véhicules suivants :
| Locomotives électriques           | Locomotives électriques | Locomotives électriques | Locomotives électriques | Locomotives électriques               | Locomotives électriques      | Locomotives électriques | Locomotives électriques | Locomotives électriques | Locomotives électriques | Locomotives électriques                                    |
| --------------------------------- | ----------------------- | ----------------------- | ----------------------- | ------------------------------------- | ---------------------------- | ----------------------- | ----------------------- | ----------------------- | ----------------------- | ---------------------------------------------------------- |
| Image                             | Nombre                  | Type                    | Série                   | Numéro                                | Mise en service              | Longueur                | Poids                   | Puissance               | Vmax                    | Remarques                                                  |
|                                   | 0                       | Re                      | 420.5                   | 420 501, 502, 504                     | 1964 - 1967                  | 14,8 m                  | 80 t                    | 4700 kW                 | 140 km/h                | Anciennes Re 4/4II des CFF                                 |
|                                   | 33                      | Re                      | 425                     | 425 162 à 186 / 188 à 195             | 1964 - 1983                  | 15,1 m                  | 80 t                    | 4980 kW                 | 140 km/h                | Anciennes Ae 4/4II puis Re 4/4                             |
|                                   | 18                      | Re                      | 465                     | 465 001 à 018                         | 1994 - 1997                  | 18,5 m                  | 84 t                    | 6400 kW                 | 230 km/h                | -                                                          |
| Rames navettes tractées           |                         |                         |                         |                                       |                              |                         |                         |                         |                         |                                                            |
|                                   | 0                       | EW                      | III                     |                                       | 1973 - 1975                  | 165 m                   | 263 t                   |                         | 140 km/h                | 343 places assises                                         |
| Rames automotrices                |                         |                         |                         |                                       |                              |                         |                         |                         |                         |                                                            |
|                                   | 0                       | RBDe                    | 566I                    | 566 220 à 223 / 225 / 226             | 1973 - 1974                  | 73,8 m                  | 135 t                   | 1340 kW                 | 125 km/h                | 200 places assises - 6 places pour vélos                   |
|                                   | 21                      | RBDe                    | 565                     | 565 721 à 729 / 731 à 741             | 1982 - 1992                  | 90 t                    | 154 t                   | 1650 kW                 | 125 km/h                | 259 places assises - 5 places pour vélos                   |
|                                   | 13                      | RBDe                    | 566II                   | 566 230 à 242                         | 1984 - 1985                  | 90 m                    | 159 t                   | 1650 kW                 | 125 km/h                | 248 places assises - 5 places pour vélos                   |
| Rames automotrices à plancher bas |                         |                         |                         |                                       |                              |                         |                         |                         |                         |                                                            |
|                                   | 23                      | RABe                    | 525 « NINA »            | 525 001 à 014 / 028 à 030 / 032 à 037 | 1998 - 2005                  | 47,7 m                  | 79 t                    | 1000 kW                 | 140 km/h                | 148 places assises - 3 places pour vélos                   |
|                                   | 13                      | RABe                    | 525 « NINA »            | 525 015 à 027                         | 1998 - 2005                  | 61,91 m                 | 96 t                    | 1000 kW                 | 140 km/h                | 191 places assises - 6 places pour vélos                   |
|                                   | 13                      | RABe                    | 535 « Lötschberger »    | 535 101 à 113                         | 2008 - 2010                  | 62,7 m                  | 105 t                   | 1000 kW                 | 160 km/h                | 167 places assises - 6 strapontins - 6 places pour vélos   |
|                                   | 12                      | RABe                    | 535 « Lötschberger »    | 535 114 à 125                         | 2012                         | 62,7 m                  | 105 t                   | 1000 kW                 | 160 km/h                | 142 places assises - 29 strapontins - 12 places pour vélos |
|                                   | 28                      | RABe                    | 515 « MUTZ »            | 515 001 à 028                         | 2012 - 2014                  | 102,6 m                 | 216 t                   | 4000 kW                 | 160 km/h                | 335 places assises - 6 places pour vélos                   |
| Véhicules spéciaux nostalgiques   |                         |                         |                         |                                       |                              |                         |                         |                         |                         |                                                            |
|                                   | 1                       | Ae                      | 015                     | 015 205                               | 1939                         | 20,26 m                 | 140 t                   | 4415 kW                 | 100 km/h                | Ancienne Ae 6/8 n° 205                                     |
|                                   | 1                       | Ae                      | 415                     | 415 251                               | 1944                         | 15,6 m                  | 80 t                    | 2945 kW                 | 120 km/h                | Ancienne Ae 4/4 n° 251                                     |
|                                   | 1                       | Ae                      | 485                     | 485 273                               | 1959                         | 30,23 m                 | 160 t                   | 6474 kW                 | 120 km/h                | Ancienne Ae 8/8 n° 273                                     |
|                                   | 1                       | Be                      | 545                     | 545 761                               | 1953 auprès de l'ancienne BN | 23,7 m                  | 68 t                    | 1470 kW                 | 120 km/h                | Ancienne Be 4/4 n° 761 - 56 places assises (2e classe)     |
| Locomotives CARGO                 |                         |                         |                         |                                       |                              |                         |                         |                         |                         |                                                            |
|                                   | 20                      | Re                      | 485                     | 485 001 à 020                         | 2002 - 2003                  | 18,9 m                  | 84 t                    | 5600 kW                 | 140 km/h                | -                                                          |
|                                   | 10                      | Re                      | 486                     | 486 001 à 010                         | 2008 - 2009                  | 18,9 m                  | 84,7 t                  | 5600 kW                 | 140 km/h                | Peuvent rouler aussi en Allemagne, Autriche et Italie      |
|                                   | 15                      | Re                      | 475                     | 475 401 à 415                         | 2016 - 2018                  | 18.9 m                  | 90 t                    | 6400 kW                 | 200 km/h                | Aptitudes: CH / D / A / NL / I                             |
| Locomotives Manoeuvres            |                         |                         |                         |                                       |                              |                         |                         |                         |                         |                                                            |
|                                   | 4                       | Am                      | 843                     | 843 501 - 504                         | 2006                         | 15,20 m                 | 80 t                    | 1 500 kW                | 100 km/h                | Identique à CFF Am 843                                     |

Le premier des 58 nouveaux trains pour BLS a été construit. Stadler et BLS ont présenté le train FLIRT au public pour la première fois le 9 septembre 2020 à Erlen. Cette nouvelle génération de rames possède le système ETCS GUARDIA développé par Stadler. Les trains ont été baptisés MIKA, MIKA est synonyme de train polyvalent moderne, innovant et compact. Elles seront appelées à remplacer les véhicules les plus anciens : RBDe 566II, RBDe 565, Re 420 avec EW III (EW III = Train navette avec une locomotive).
L'exploitation des premiers trains MIKA débute le 10 mai 2021, sous le nom d'Interregio 66 sur la ligne Berne - Neuchâtel.

## Activités

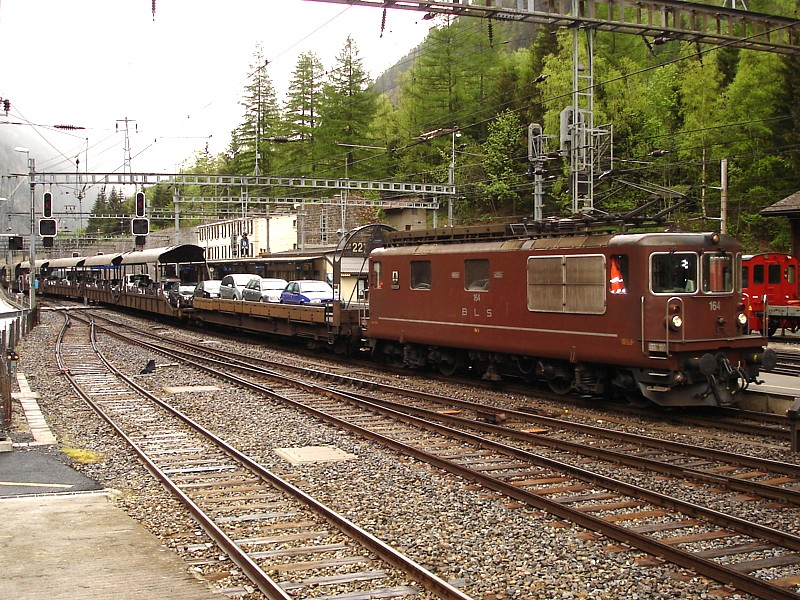
Transport d'automobiles accompagnées au Lötschberg

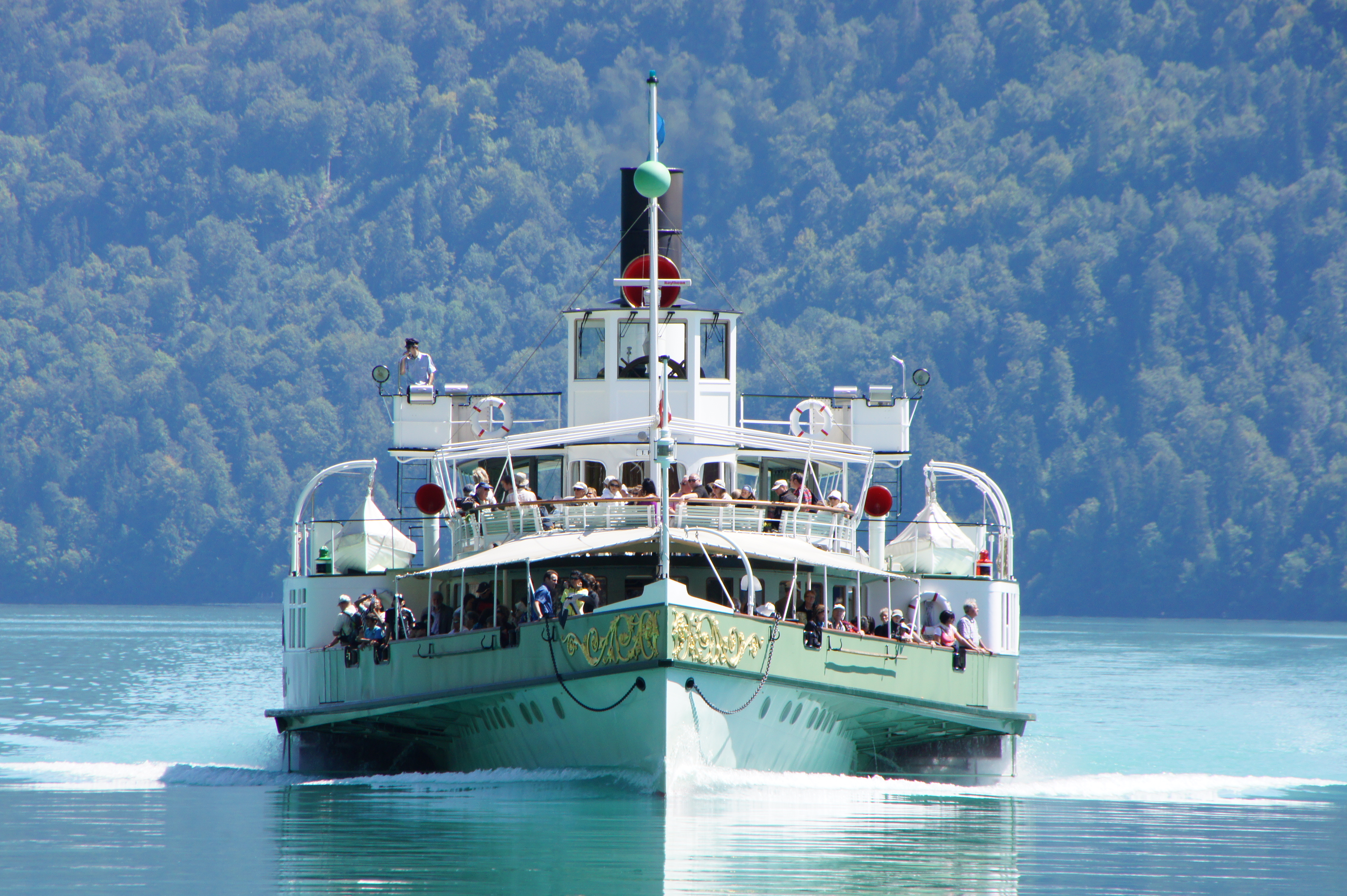
DS Lötschberg sur le lac de Brienz

Le secteur d'activités principal de la société concerne le transport de voyageurs, que ce soit par trains, par bus ou par bateaux, ainsi que le transport de fret. Dans le but de mener à bien ces deux activités de base, la société s'occupe aussi de la gestion de l'infrastructure lui appartenant en propre.
Concernant le transport de voyageurs, depuis décembre 2004, le BLS exploite :
1. la totalité du RER bernois (S-Bahn Bern) en voie normale et une partie du RER lucernois.
2. le trafic régional sur voies BLS (Spiez-Zweisimmen, Spiez-Reichenbach im Kandertal (Frutigen dès décembre 2006), Spiez-Interlaken et Brigue-Goppenstein), anciennement RM (par exemple Soleure-Thoune et Soleure-Moutier), et quelques voies CFF (Payerne-Kerzers et Kerzers-Büren an der Aare).
3. des trains RE (Regio-Express) sur voies CFF (Berne-Lucerne) et BLS (Berne-Neuchâtel et dès décembre 2007, Berne-Brigue par la ligne de faîte du Lötschberg).
4. la section Interlaken-Zweisimmen du train touristique "Golden-Pass Panoramic" (Lucerne-Interlaken-Zweisimmen-Montreux).

- En contrepartie de l'exploitation du RER bernois par le BLS, les CFF assurent toutes les relations à longue distance sur les voies BLS (Brigue-Bâle, Interlaken-Bâle ou Zurich).
- transport de marchandises (par la filiale BLS Cargo qui a transporté 870 millions de tonnes-km en 2002),
- transport d'automobiles accompagnées (navettes cadencées entre le canton de Berne (Kandersteg) et le Valais (Goppenstein voire, mais uniquement en service estival, jusqu'en Italie (Iselle di Trasquera),
- ferroutage Suisse-Italie (transport de poids lourds accompagnés sur des wagons spéciaux surbaissés) ; ce service est assuré par RAlpin SA, filiale commune du BLS, des CFF, de Trenitalia SpA et de la société Hupac, transporteur rail-routier suisse,
- services de navigation sur les lacs de Thoune et de Brienz.
- service de bus dans la haute vallée du Kandertal entre Frutigen et Kandersteg.

La capitalisation boursière de la société atteint 79 442 336 CHF  en 2007.

## Filiales
Le BLS possède plusieurs filiales :
- Filiale
  - BLS AlpTransit (Construction du tunnel de base du Lötschberg 100 % BLS)
- Filiales partagées
  - BLS Cargo (Transport de marchandises : 52 % BLS - 45 % SNCF - 3% Ambrogio logistique). Chiffre d'affaires en 2020 : 277 millions d’euros[10].
  - Busland AG (Transport de passagers par bus. 84.5 % BLS - 15.5 % autres)
  - Emmental Tours AG (Transport de passagers pour excursions touristiques 99 % BLS - 1 % autres)

Au 1er janvier 2020, BLS Cargo a repris l'intégralité des actions de la compagnie de fret Crossrail Benelux.

## Identité visuelle
Le sigle BLS date de 1906 quand la Compagnie du Chemin de fer des Alpes Bernoises Berne-Lötschberg-Simplon (en allemand : Berner Alpenbahn-Gesellschaft Bern-Lötschberg-Simplon) était fondée.

## Galerie de photos

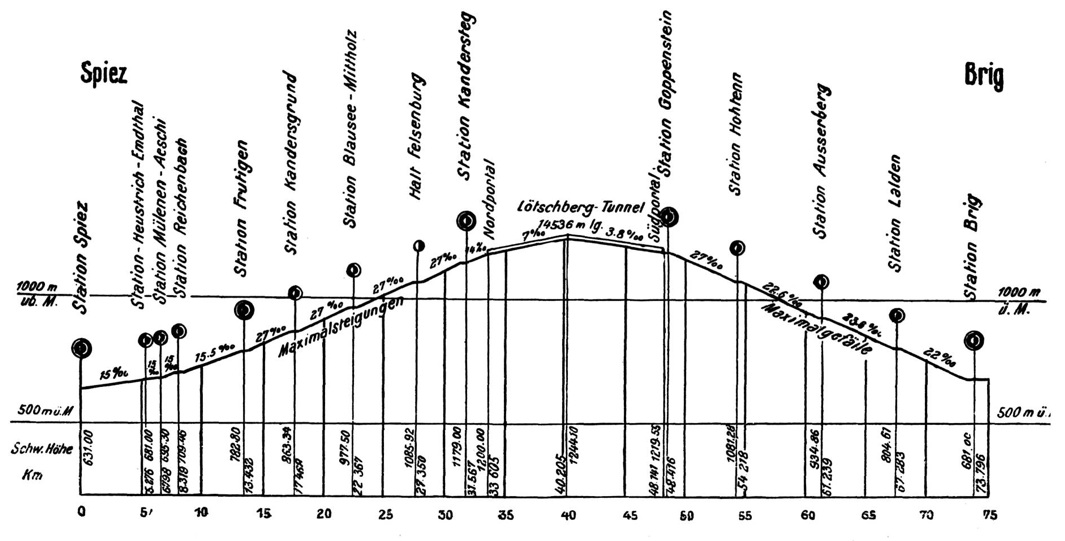
Profil de la section Spiez-Brigue
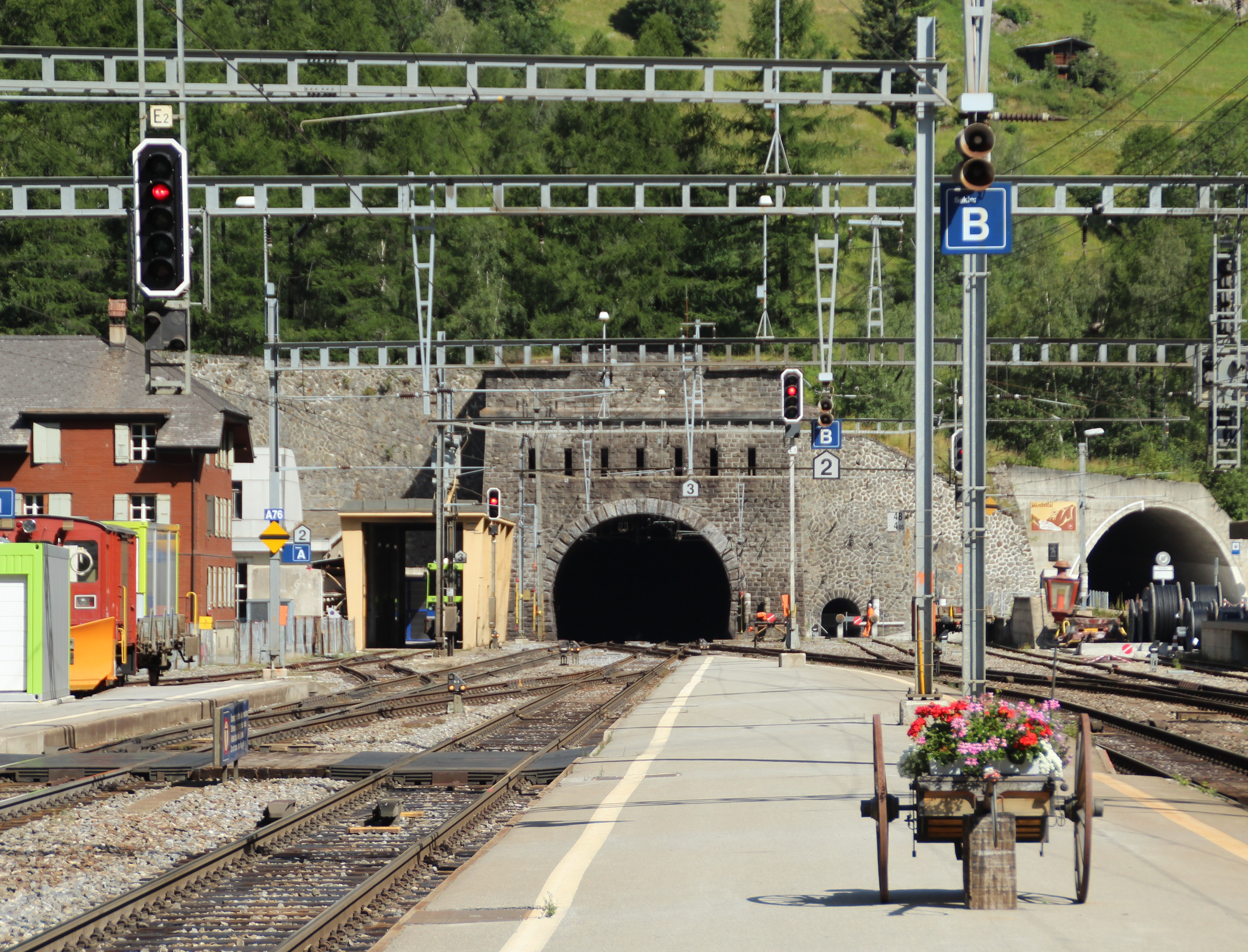
Portail Sud du tunnel du Lötschberg
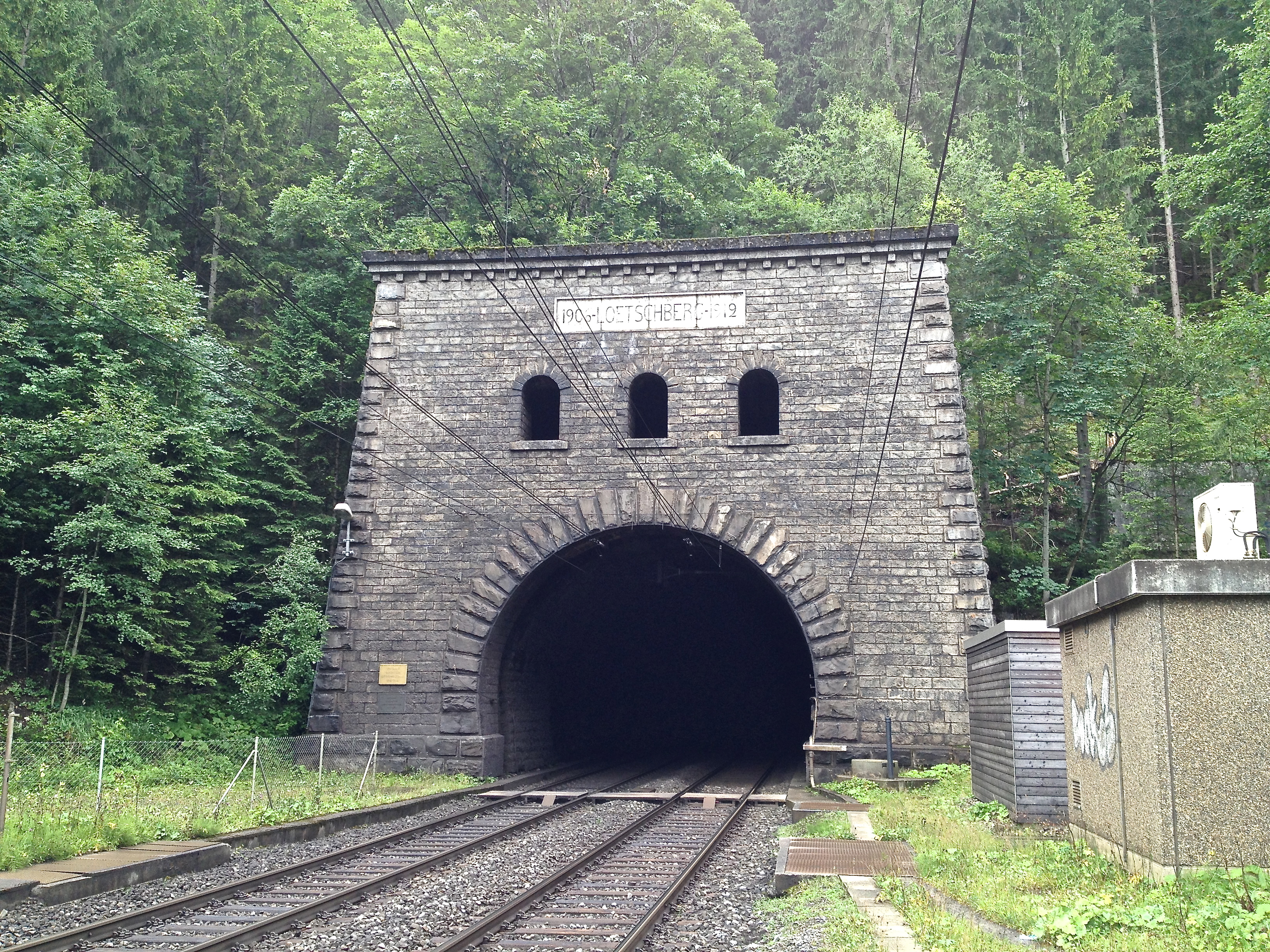
Portail Nord du tunnel du Lötschberg
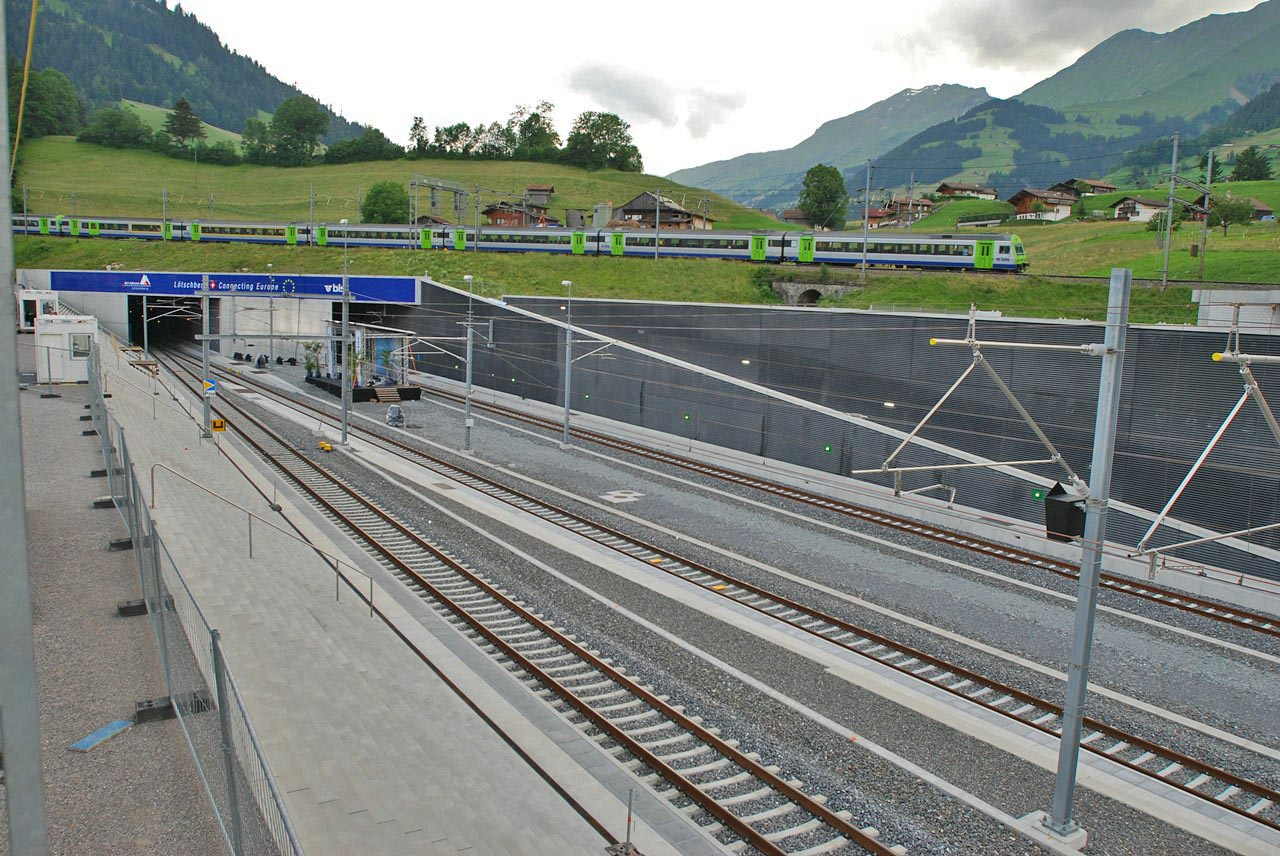
Portail Nord du tunnel de base du Lötschberg